# Denise Robert (Filmproduzentin)
Denise Robert (* 1954 in Ottawa) ist eine kanadische Filmproduzentin.

## Leben
Denise Robert gründete 1988 die Filmfirma Cinémaginaire zusammen mit Daniel Louis. Die Firma ist in der französischsprachigen Provinz Québec aktiv. Als Ehefrau des Regisseurs Denys Arcand produzierte sie ab den 1990er Jahren seine Filme.
Für Der Beichtstuhl und Nuit de noces wurde sie mit einem Genie Award ausgezeichnet, für Die Invasion der Barbaren auch für einen BAFTA Award nominiert. De père en flic erhielt einen Genie Award und die Fortsetzung 2018 einen Canadian Screen Award.

## Filmografie (Auswahl)
- 1988: À corps perdu
- 1991: La Demoiselle sauvage
- 1995: Der Beichtstuhl (Le confessionnal)
- 1997: Der Tag und die Nacht (Le jour et la nuit)
- 2000: Stardom
- 2001: Nuit de noces
- 2003: Die Invasion der Barbaren (Les invasions barbares)
- 2003: Mambo Italiano
- 2004: Ma vie en cinémascope
- 2005: Les voleurs d’enfance (Dokumentarfilm)
- 2005: Aurore
- 2005: Maurice Richard
- 2007: L’âge des ténèbres
- 2009: De père en flic
- 2012: Omertà
- 2012: Dérapages (Dokumentarfilm)
- 2017: De père en flic 2
- 2018: Der unverhoffte Charme des Geldes (La chute de l’empire américain)
- 2019: Menteur